# 一ノ蔵
株式会社 一ノ蔵（いちのくら）は、宮城県大崎市に本社を置く日本酒の蔵元である。第二蔵として同県栗原市に、南部杜氏が泊まり込む昔ながらの酒造りを続ける「金龍蔵」を運営している。

## 社歴
1973年（昭和48年）に4社の経営統合で誕生した。松本酒造店（松山町、現・大崎市）社長の松本善作が呼び掛け、桜井酒造店（宮城県矢本町、現・東松島市）、浅見商店（同県仙台市）、勝来酒造（同県塩竈市）が賛同。一ノ蔵初代社長に就任した松本は「（各社の経営者が）家の歴史を断つ」「蔵や銘柄を捨てる」「現状を離れて一つになる」覚悟を求めるとともに、「家族ぐるみで付き合い、力を合わせて新しい蔵、本物の酒をつくろう」を理念として掲げた。当時存在した国による日本酒級別制度にこだわらず、飲み手のための酒という意味で醸造・命名した「無鑑査本醸造辛口」（1977年発売）がヒットした。統合時に最先端の新工場を竣工しており、これが現在の多彩な製品の開発・生産に繋がっている。
1991年（平成3年）一迫町（現・栗原市）に第2蔵「金龍蔵」を設置。同地にあった「糀屋酒造店」（文久2年創業）を引き継ぐ形であった。（なお、酒販店としては存続）酒造期に南部杜氏が住み込む伝統的な製造を行なう。　なお、2021年秋より、名称を「金龍」から「祥雲金龍」に変更した。変更理由として「「金龍」商標を同業他社が取得され、酒類は異なっていたものの商圏が重なっていることから消費者への混同を避けた」としている。

酒米造りの段階から酒の品質向上と環境負荷低減を目指す「一ノ蔵型六次産業」を掲げ、減農薬・有機栽培に取り組む契約農家を開拓するとともに、2004年には「一ノ蔵農社」を設立して農業に参入した。
一ノ蔵のロゴマークは井桁のようなデザインだが、四社が一つの会社に合同して誕生した一ノ蔵の成り立ちを現わしているとするが、創業者4人がマージャン好きで卓を囲んでいる姿ともいわれる。

## 生産銘柄
- 一ノ蔵 「笙鼓」（しょうこ）【純米大吟醸酒】
- 一ノ蔵 「松山天」（しょうざんてん）【純米大吟醸酒】
- 一ノ蔵  大吟醸【大吟醸酒】
- 一ノ蔵　大吟醸「玄昌」（げんしょう）【大吟醸酒】
- 一ノ蔵　純米吟醸　「蔵の華」【純米吟醸酒】

- 一ノ蔵　特別純米酒 「大和伝」【純米酒】（宮城県内限定)
- 一ノ蔵　特別純米酒 【純米酒】（販売店限定）
- 一ノ蔵　純米酒 掌【純米酒】（甘口、辛口、超辛口の三種類）

- 一ノ蔵　無鑑査【本醸造酒】（甘口、辛口、超辛口の三種類）
- 一ノ蔵　本醸造樽酒「たる」【本醸造酒】

- 一ノ蔵 「すず音」【純米酒】（発泡清酒)

- 一ノ蔵　スパークリング純米酒 【純米酒】（販売店限定）

- 一ノ蔵 「ひめぜん」【純米酒】（無印、きりり、Umeの五種類）「ひめぜん Ume」は純米酒ではなくリキュールに分類される。

- 一ノ蔵　長期熟成酒 Madena 【古酒】（販売店限定）

## 限定生産銘柄
- 一ノ蔵　濃醇熟成酒「招膳」（しょうぜん）【純米酒】
- 一ノ蔵 「勝來」（かちき）【本醸造酒】
- 一ノ蔵 「花めくすず音」【純米酒】（発泡純米酒）
- 一ノ蔵 「幸せの黄色いすず音」【純米酒】（発泡純米酒）

## 過去の生産銘柄
- 一ノ蔵　特別本醸造 「大和伝」【本醸造酒】
- 一ノ蔵 「あ、不思議なお酒」【純米酒】

## 受賞歴
全国新酒鑑評会
平成14酒造年 - 29酒造年
- 「一ノ蔵」金賞受賞 - 平成29年受賞

## 関連会社
- 一ノ蔵酒類販売株式会社 - 仙台市泉区市名坂字万吉前23-1　浅見商店の泉工場跡地に所在。

## 前身4社の現況
- 松本酒造店

大崎市松山千石字松山 - 大崎市松山酒ミュージアムの近傍に所在。現在は個人宅。酒銘「松緑」など。
- 浅見商店

仙台市青葉区中央1丁目8番26号 - 現在ラ・サーミビルが建つ。ハピナ名掛丁商店街に面し、一ノ蔵のロゴが描かれている。有限会社浅見商店が所在。
- 桜井酒造店

東松島市矢本北浦25 - 2000年に跡地建物が矢本町（当時）に寄贈。　後に市民活動拠点「ひと・まち交流館」「蔵しっくパーク」などとなるが2022年3月の地震等で損傷し一部建物が解体される見込み。
- 勝来酒造

塩竈市宮町3番25号 - 株式会社勝來が所在。鈴木眼科医院の駐車場などとなっている。勝来酒造株式会社の看板を掲げる建物も残存しており、鈴木眼科が隣の建物に移転した後は調剤薬局になっている。
麹屋酒造店（塩竈市本町2-4、酒銘「福釜正宗」）の分家筋である。同酒造店は味噌醤油醸造も営んでいたが現在はいずれも委託である。同地にあった酒販店も2018年頃に閉店している。また、隣接地に浦霞醸造元佐浦があり、塩竈石造りの酒蔵を譲渡している。